# 紫柏真可

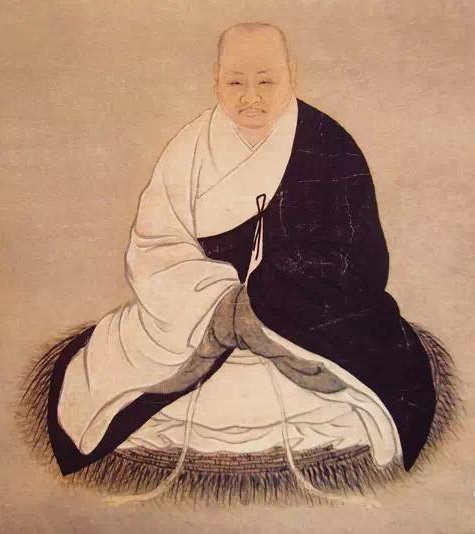
紫柏真可

紫柏真可（しはく しんか、嘉靖22年（1543年） - 万暦31年12月17日（1604年1月17日））は、中国明代の高僧。俗姓は沈氏。法名は達観で中年を超えてから真可となる。号は紫柏老人で、後世の人々は尊敬の念を込めて紫柏尊者と呼んでいる。南直隷蘇州府呉県の出身。明代の四大高僧（雲棲祩宏・紫柏真可・憨山徳清・蕅益智旭）の一人に数えられている。
5歳まで話ができなかったが、とある僧侶に会い、その僧侶がこの子は将来出家すると予言すると、そこから話ができるようになったと言われている。少年期は放胆であり、酒を飲んではよく喧嘩に明け暮れていた。17歳の時、遊びで蘇州城の閶門まで来たが、大雨が原因で虎丘僧明覚と出会う。その翌日の早朝に、明覚に出家を申し入れた。
性格は非常に剛直で気骨があったとされ、僧侶が酒を飲んだり肉を食べたりしていると、その場で叱責したという。それも彼は戒律を非常に厳しく守っていたからであり、他の僧侶も彼を恐れた。20歳で具足戒を受けた後、華厳経と出会い、それから武塘景徳寺で3年にわたり読書にふけた。そこで明覚と別れ、ここから各地を回る行脚の旅に出た。行脚の途中、見道偈を聞き、そこで悟りがあったと言われている。相山で法相宗を学び、その後北京にある法通寺に行き、ここで9年間学んだ。
万暦7年（1579年）に浙江省嘉興府の知府であった陸光祖らとともに大蔵経を無料で配った。最終的には万暦17年（1589年）に五台山から正式に認められ発行された。これは後世では嘉興蔵と呼ばれている。真可は各地を行脚し、寺院の復興に努めた。現地の実力者が寺を占拠していると、官に訴え争うことも厭わなかった。この結果一生を通じて15以上の寺が復興を果たしたとされている。
万暦14年（1586年）に憨山徳清から手紙をもらい、嶗山の麓で出会いを果たす。これにより二人は意気投合した。憨山徳清が投獄されてからも、同氏の冤罪を晴らすため奔走した。そのため実力者から睨まれ、弟子から北京を離れるように言われると「私は髪を剃っており、首を取られようと、今さらのことだ！（吾当断髪，已如断頭，今更有何頭可断！）」と言ったとされている。
万暦31年（1603年）、万暦帝の後継問題において、妖書事件が起こり、真可は東林党の沈鯉と親交があり、また弟子であった沈令誉と郭正域の巻き添えを受ける形で、広東において投獄され、錦衣衛に拷問を受けた。判決を受けると、真可は感慨深げに「この世の法はかくの如く、何ゆえ久しく居ようか（世法如此，久住為何？）」と言ったとされている。12月17日、沐浴して正座し、毘盧遮那仏を唱えながら円寂。
弟子であった依照は遺言により、遺体を北京の西郊外にある慈慧寺に安置した。万暦32年（1604年）に洪水により、遺体を径山寂照庵に移すが、塔に水が入り、今度は開山に移した。しかし遺体は決して腐敗しなかったとされる。万暦44年（1616年）に憨山徳清により火葬され、荼毘に付された。現在舎利は浙江余杭径山文殊台にあり、紫柏塔とよばれている。